# Joaquín Mbomío Bacheng
Joaquín Mbomío Bacheng (ur. 9 listopada 1956) – dziennikarz i pisarz z Gwinei Równikowej.
Pochodzi z grupy etnicznej Fang. Urodził się w Bisobinam-Somo w dystrykcie Niefang, w kontynentalnej części kraju. Studiował filologię hiszpańską w Bacie, w 1980 wjechał do Francji, studiował dziennikarstwo i komunikację na uniwersytecie w Lyonie. W 1990 osiadł we Francji na stałe. Zawodowo związany z mediami, w tym z genewskim Radio Zone oraz z pismem kulturalnym Regards Africains.
Opublikował tomy poezji Cartas y poemas a las orillas del Weleu oraz Poemas, sonidos e imágenes. W powieściach El párroco de Niefang (1996), Huellas bajo tierra (1998) oraz Matinga, Sangre en la selva (2013) porusza problem wykorzenienia generacyjnego wśród Gwinejczyków. Jego prace były tłumaczone na francuski.